# (400105) 2006 TF75
(400105) 2006 TF75 es un asteroide perteneciente al cinturón de asteroides, descubierto el 11 de octubre de 2006 por el equipo del Near Earth Asteroid Tracking desde el Observatorio del Monte Palomar, Estados Unidos.

## Designación y nombre
Designado provisionalmente como 2006 TF75.

## Características orbitales
2006 TF75 está situado a una distancia media del Sol de 2,650 ua, pudiendo alejarse hasta 3,104 ua y acercarse hasta 2,195 ua. Su excentricidad es 0,171 y la inclinación orbital 5,464 grados. Emplea 1575,84 días en completar una órbita alrededor del Sol.

## Características físicas
La magnitud absoluta de 2006 TF75 es 17,1.